# Erik XI di Svezia
Erik XI (VI) Eriksson (1216 – 2 febbraio 1250) fu re di Svezia dal 1222 al 1229 e nuovamente dal 1234 al 1250. Fu ultimo re dalla Svezia a discendere da sant'Erik (Erik IX).

## Biografia
Figlio di Erik X, divenne re nel 1222, alla morte di Giovanni I di Svezia figlio di Sverker, ma fu rimpiazzato nel 1229 da Canuto II l'Alto. Alla morte di costui, avvenuta nel 1234 tornò sul trono, ma anche allora, di fatto, il potere venne esercitato dai duchi Ulf e Birger Magnusson.
Alla morte di Erik, Valdemaro I, figlio di Birger, fu eletto re.

## Famiglia ed eredi
Eric sposò la regina Catherine nel 1243 o 1244. Era la figlia di (Jarl) Sune Folkason di Bjälbo ed erede del Casato di Sverker. In questo modo le due case reali in competizione da lungo tempo furono finalmente unite. Comunemente, le fonti dicono che Eric era senza figli, ma alcune fonti affermano che ebbe un paio di figlie. Eric XI morì il 2 febbraio 1250 e fu sepolto nel monastero dell'abbazia di Varnhem a Västergötland. Con lui la casata di Eric si estinse in linea maschile, con la possibile eccezione del figlio di Canuto II, Filip Knutsson († 1251). In queste circostanze il trono andò ai discendenti di Birger Jarl e Ingeborg, tanto più da quando Birger aveva il pieno controllo del regno. Il loro figlio maggiore, ma ancora minorenne, Valdemaro fu eletto re nel 1250 per succedere a Eric, forse aggirando i figli, sempre se ce ne fossero, delle sorelle maggiori di Ingeborg. Birger Jarl divenne il reggente, mantenendo il vero potere in Svezia fino alla sua morte nel 1266. Lo Skáldatal riferisce che Óláfr Þórðarson era uno degli scaldi di corte di Eric.

## Ascendenza
|                          |               |                       | Genitori                |  |  | Nonni |  |  | Bisnonni          |  |  | Trisnonni |  |
|                          |               |                       |                         |  |  |       |  |  | Erik IX di Svezia |  |  | …         |  |
|                          |               |                       |                         |  |  |       |  |  | Erik IX di Svezia |  |  | …         |  |
|                          |               | …                     |                         |  |  |       |  |  | Erik IX di Svezia |  |  |           |  |
| Canuto I di Svezia       |               |                       |                         |  |  |       |  |  | Erik IX di Svezia |  |  |           |  |
|                          |               | Cristina Bjørnsdatter | …                       |  |  |       |  |  |                   |  |  |           |  |
|                          |               | Cristina Bjørnsdatter | …                       |  |  |       |  |  |                   |  |  |           |  |
|                          |               | Cristina Bjørnsdatter | …                       |  |  |       |  |  |                   |  |  |           |  |
| Erik X di Svezia         |               | Cristina Bjørnsdatter |                         |  |  |       |  |  |                   |  |  |           |  |
|                          |               | …                     | …                       |  |  |       |  |  |                   |  |  |           |  |
|                          |               | …                     | …                       |  |  |       |  |  |                   |  |  |           |  |
|                          |               | …                     | …                       |  |  |       |  |  |                   |  |  |           |  |
| Cecilia Johansdotter     |               | …                     |                         |  |  |       |  |  |                   |  |  |           |  |
|                          |               | …                     | …                       |  |  |       |  |  |                   |  |  |           |  |
|                          |               | …                     | …                       |  |  |       |  |  |                   |  |  |           |  |
|                          |               | …                     | …                       |  |  |       |  |  |                   |  |  |           |  |
| Erik XI di Svezia        |               | …                     |                         |  |  |       |  |  |                   |  |  |           |  |
|                          | Canuto Lavard | Eric I di Danimarca   |                         |  |  |       |  |  |                   |  |  |           |  |
|                          | Canuto Lavard | Eric I di Danimarca   |                         |  |  |       |  |  |                   |  |  |           |  |
|                          | Canuto Lavard | Bodil Thrugotsdatter  |                         |  |  |       |  |  |                   |  |  |           |  |
| Valdemaro I di Danimarca | Canuto Lavard |                       |                         |  |  |       |  |  |                   |  |  |           |  |
|                          |               | Ingeborg di Kiev      | Mstislav I di Kiev      |  |  |       |  |  |                   |  |  |           |  |
|                          |               | Ingeborg di Kiev      | Mstislav I di Kiev      |  |  |       |  |  |                   |  |  |           |  |
|                          |               | Ingeborg di Kiev      | Cristina Ingesdotter    |  |  |       |  |  |                   |  |  |           |  |
| Richeza di Danimarca     |               | Ingeborg di Kiev      |                         |  |  |       |  |  |                   |  |  |           |  |
|                          |               | Volodar Glebovič      | Gleb Vseslavič          |  |  |       |  |  |                   |  |  |           |  |
|                          |               | Volodar Glebovič      | Gleb Vseslavič          |  |  |       |  |  |                   |  |  |           |  |
|                          |               | Volodar Glebovič      | Anastasija Jaropolkovna |  |  |       |  |  |                   |  |  |           |  |
| Sofia di Minsk           |               | Volodar Glebovič      |                         |  |  |       |  |  |                   |  |  |           |  |
|                          |               | Rikissa di Polonia    | Boleslao III di Polonia |  |  |       |  |  |                   |  |  |           |  |
|                          |               | Rikissa di Polonia    | Boleslao III di Polonia |  |  |       |  |  |                   |  |  |           |  |
|                          |               | Rikissa di Polonia    | Salomea di Berg         |  |  |       |  |  |                   |  |  |           |  |
|                          |               | Rikissa di Polonia    |                         |  |  |       |  |  |                   |  |  |           |  |